# Eastonara
× Eastonara, (abreviado Eas) en el comercio, es un híbrido intergenérico entre los géneros de orquídeas Ascocentrum × Gastrochilus × Vanda. Fue publicado en Orchid Rev. 83(990) cppo: 10 (1975).